# Chasiempis sandwichensis
Chasiempis sandwichensis là một loài chim trong họ Monarchidae.